# ホライゾン学園仙台小学校
ホライゾン学園仙台小学校（ほらいぞんがくえんせんだいしょうがっこう）は、宮城県仙台市泉区高森四丁目にある私立小学校（共学）。
2016年4月開校。仙台市内では珍しい3学期制。学校設置者は、横浜にインターナショナル・スクールの本校（ホライゾンジャパンインターナショナルスクール参照）を設置している学校法人ホライゾン学園。校長はトルコ人。
英語教育の方法としてイマージョン教育を実践しており、グローバルな人材の育成を理念とする。国際バカロレアのプライマリー・イヤーズ・プログラムの認定校。
ホライゾンジャパンインターナショナルスクール仙台泉校（幼稚部）（以下、「HJIS仙台泉校」を併設。HJIS仙台泉校は認可外保育施設で無償化制度の対象。

## 概要
小学校への入学者は、併設のHJIS仙台泉校や姉妹校のHJIS仙台青葉校からの内部進学者と、県内外からの小学校受験による新規入学者がいる。1年生から教科としての英語の授業がある他、小学校義務教育課程の約5～6割を英語で学び、日常生活においても外国人スタッフとコミュニケーションをとれる環境にあることから、実生活に則した「生きた英語が身につく」ことを特色としている。同時に「国語」や「道徳」など、日本の小学校で学ぶ教科を日本語で学び、生活指導などにも反映させていることにより、日本人としてのアイデンティティを持つことも重視している。
学校スタッフにはトルコ、アメリカ、カナダ、アイルランド、フィリピン、キルギスなどの出身スタッフの他、海外経験のある日本人スタッフが多数在籍しており、生活言語としては、英語と日本語の両言語を使用している。

## 教育理念
- グローバルな人材の育成（『輝』の追求）

## 特色
- 新1年生の4月から教科としての「英語」の授業がある。
- 生活言語は英語と日本語。
- 小学校義務教育課程の約5～6割を英語で学ぶ。
- 使用する教科書は、仙台市内公立小学校で使用するものと同じ教科書の他、英訳済みの教科書・海外小学校で使用されている教科書、独自教材等がある。
- 1クラス定員24名（1学年2クラス）。
- 1クラスに日本人の小学校教諭と外国人教諭（出身国の教員免許取得済）の2人がいる、2人担任制。
- 特別活動として、探求型学習プログラムや、国際理解推進のための活動・カリキュラムを取り入れている。

## 制服
併設の幼稚部（ホライゾン・ジャパン・インターナショナルスクール仙台）と同じデザインの制服がある。通学カバンはランドセルを使用。

## 沿革
- 2010年（平成22年）9月 - 泉区高森の校舎を買収
- 2011年（平成23年）12月 - ホライゾン・ジャパン・インターナショナルスクール仙台（幼稚部）認可
- 2012年（平成24年）4月 - ホライゾン・ジャパン・インターナショナルスクール仙台（幼稚部）開校
- 2015年（平成27年）3月 - 宮城県知事より「一条校」認可、小学校高学年用校舎完成
- 2016年（平成28年）4月 - ホライゾン学園仙台小学校開校

## 交通アクセス
- 路線バス：仙台市地下鉄泉中央駅から、宮城交通「寺岡・紫山経由泉アウトレット行」で15分、「高森4丁目南」下車